# Conus antoniaensis
Espèce
Conus antoniaensis est une espèce de mollusques gastéropodes marins de la famille des Conidae.
Comme toutes les espèces du genre Conus, ces escargots sont prédateurs et venimeux. Ils sont capables de « piquer » les humains et doivent donc être manipulés avec précaution, voire pas du tout.

## Description
La taille de la coquille varie entre 11 et 30 mm.

## Distribution
Cette espèce est présente dans l'océan Atlantique au large de Boa Vista, île du Cap-Vert. 

## Taxonomie

### Publication originale
L'espèce Conus antoniaensis a été décrite pour la première fois en 2014 par les malacologistes Tiziano Cossignani (1951-) et Ramiro Fiadeiro,.

### Synonymes
- Africonus antoniaensis T. Cossignani & Fiadeiro, 2014 · appellation alternative (combinaison originale)
- Africonus padarosae T. Cossignani & Fiadeiro, 2018 · non accepté

## Identifiants taxonomiques
Chaque taxon catalogué par les bases de données biologiques et taxonomiques possède un identifiant qui permet d'établir un point de référence. Les identifiants de Conus antoniaensis dans les principales bases sont les suivants :
CoL : XWWJ - GBIF : 7698761 - 